# Отто Богата
Отто Богата (чеськ. Otto Bohata, нар. 1887 — пом. ?) — чеський футболіст, що грав на позиції лівого нападника. Футбольний тренер. Старший брат футболіста Ярослава Богати.

## Кар'єра гравця
Розпочинав футбольну кар'єру в празькому клубі «Вршовіце». У 1910—1916 роках виступав у складі провідної команди країни того часу  — «Славії». Чемпіон Богемії 1913 року, дворазовий володар кубка милосердя у 1910 і 1911 роках, фіналіст у 1913 і 1914 роках. Загалом у складі «Славії» зіграв 217 матчів і забив 128 голів.
В 1913 році недовго був гравцем і граючим тренером клубу «Хайдук» (Спліт). Зіграв за команду зі Спліта 4 матчі, у яких забив 14 голів.
У складі збірної Богемії став аматорським чемпіоном Європи 1911 року. Команда, основу якої складали гравці «Славії», перемогла збірні Бельгії (6:1), Франції (4:1) і Англії (2:1). Отто забив два голи у ворота бельгійців, а також відзначився переможним голом на 73-й хвилині у вирішальному матчі проти аматорської збірної Англії.

## Тренерська кар'єра
Вперше спробував себе у ролі тренера у 1913 році, коли був граючим тренером клубу «Хайдук» (Спліт). Вдруге повернувся до «Хайдука» у 1919 році.
Також тренував команду «Вршовіце» У 1925—1926 роках.